# Пружинний блок

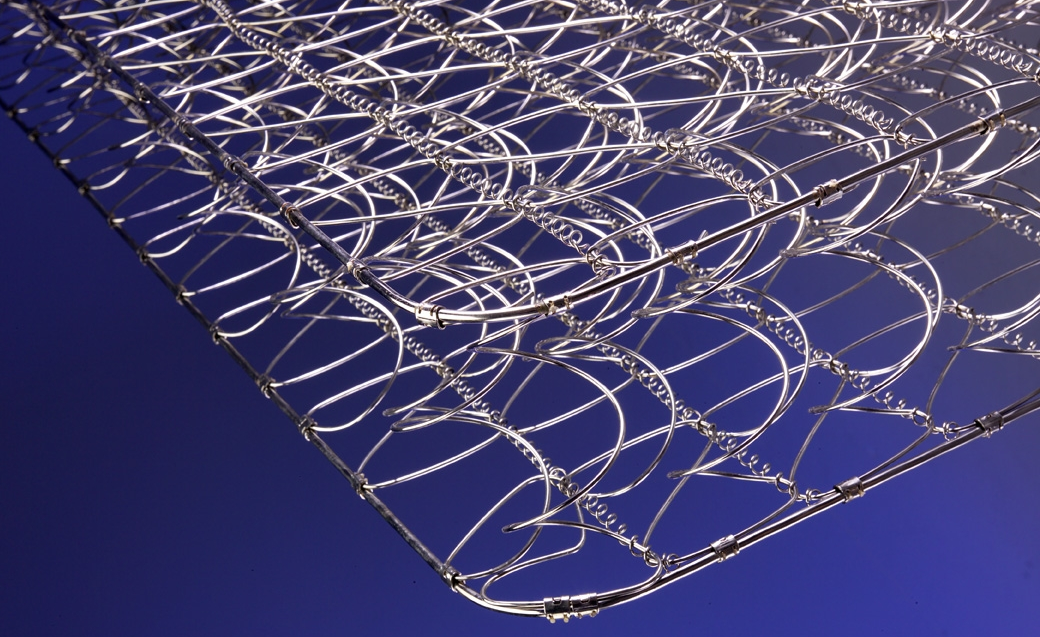
Пружинний каркас

Пружинний блок — пружини різної форми і розміру, що застосовуються при виробництві м'яких меблів i/або матраців. Варіанти пружинних каркасів відносяться до трьох базових типів: змійка, залежні та незалежні пружини.

## Типи

### Змійка
Пласкі пружини прикріплені до дерев'яного каркасу. Вони прогинаються під тиском — створюють невеликий ефект гамака і можуть скрипіти. Для «спальних» меблів цей варіант не придатний: змійка не розрахована на велику ширину через відсутність достатньої підтримки для спини.

### Залежні пружини (боннель)
Будова:

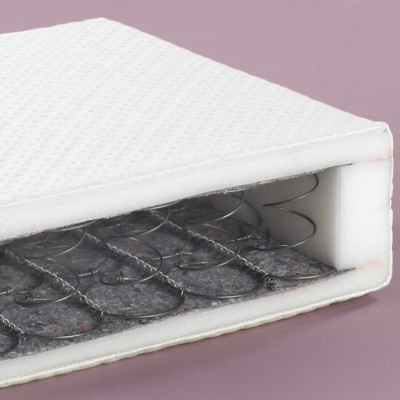
Матрац з боннелями

- Двоконусні пружини. За формою нагадують пісковий годинник — звужуються до середини. Їх виробляють із загартованої високовуглецевої сталі та жорстко закріплюють зі збереженням внутрішньої напруги. Застосовується дріт від 1,2 до 2,2 мм завтовшки. Діаметр змінюється від 6 до 10 см, число витків — 4 або 5.

- Жорсткий зовнішній каркас, що складається з двох металевих прямокутних рам. Дріт для рам у 5-7 разів товщий за пружинний. Краї кожного контуру закруглені задля усунення травматизації від блоку.

- Сполучні спіралі, які з'єднують між собою два сусідніх ряди пружин. Спіралі «працюють» у парі — захоплюють верхні та нижні витки пружин сусідніх рядів. Їх виробляють з найтоншого дроту — так основні елементи отримують велику рухливість.

- Додаткові кріплення. Частина пружин відноситься до каркасу і закріплюється на ньому. Для цього використовують пласкі вигнуті металеві пластинки.

Щільність пружин блоку становить від 150 до 350 шт. на м², і більша щільність майже не використовується — пружини звичайного розміру починають тертися та скрипіти, «конфліктувати» одна з одною. Чим більша щільність (до 350 шт. на м²), тим точніше підтримується тіло та кращий сон.
Додаткові переваги — довговічність, здатність витримувати навантаження більше 150 кг. Недоліки — скрипи (з'являються з часом) та ефект гамака.
Боннель не використовується незалежно. На блок накладається вирівняльний і пом'якшувальний шари як цілісні (наприклад, з ППУ), так і складові. У другому випадку додатковими шарами можуть слугувати латекс, поролон, кокосову койру, повсть тощо. Вони можуть компенсувати ефект гамака. Наприклад, ППУ і латекс підлаштовуватимуться під форму тіла, а койра рівномірніше розподілить навантаження. Блок з поролоном вважається найкращим варіантом для диванів без механізмів трансформації.

### Незалежний блок (покетспрінги)
Особливості:

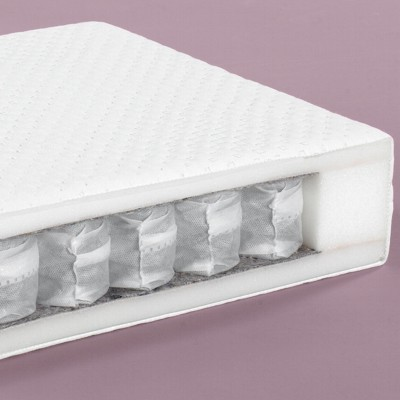
Матрац з покетспрінгами

- кожна пружина поміщена в окремий тканинний чохол;
- пружини не з'єднані між собою — зшиті їхні «оболонки»;
- чохли зшиваються рядами, які можуть утворювати різні «зони жорсткості».

Незалежні пружини забезпечують ортопедичний ефект. Вони не «тягнуть» за собою сусідні елементи: кожна пружина реагує на область тиску окремо.
Пружини в незалежних блоках можуть бути різними. У ряді матраців об'єднують різні пружини, щоб створити до 15 зон жорсткості — для плечей, шиї, попереку, області тазу. На незалежні пружини йде сталевий дріт 1,2-2,2 мм завтовшки. З неї роблять прямі та двоконусні пружини 2-6 см в діаметрі з числом витків до 8. Через менші розміри зростає щільність — використовується від 250 до 1200 пружин на м².